# ヘザー・モリス
ヘザー・モリス（Heather Morris、1987年2月1日 - ）はアメリカ合衆国の女優、ダンサーである。テレビドラマ『glee/グリー』のブリトニー・ピアース役で知られている。

## 来歴
カリフォルニア州サウザンドオークスにて誕生。アリゾナ州スコッツデールで育つ。わずか1歳の頃からダンスを覚える。幼少期から数多くのダンス大会に出場。高校を卒業後、地元の大学に入学するが馴染めず、19歳の時にロサンゼルスへ引っ越す。
2006年にアメリカン・ダンスアイドルと言うオーディション番組に出場するが、ファイナル進出にはならず。2007年ビヨンセのワールドツアーThe Beyoncé Experienceのバックダンサーとして採用される。その後もビヨンセの他のツアーやテレビ出演の際にも同行。2008年の第50回グラミー賞にてビヨンセとティナ・ターナーのバックダンサーを務める。
2009年には映画Fired Up!に端役で出演。撮影現場にて振り付け師のザック・ウッドリーに出会う。その後もウッドリーの関係した仕事に携わり、その一つが『glee/グリー』出演者にビヨンセの「シングル・レディース」の振り付けを教える事であった。ウッドリーの勧めで演技レッスンを受け、3番目のチアリーダー役を探していたスタッフに認められブリトニー役を獲得。当初は殆ど台詞のない役であったが、彼女の発する一言一言のユーモアのセンスが脚本家に受け台詞が増え、シーズン２ではメインキャラクターに昇格した。

## 私生活
『glee/グリー』で親友サンタナ役のナヤ・リヴェラとは実生活でも親友。
14歳の時に父親が他界。父親はスコットランド系。
好きな食べ物はワカモレチップス。
アリゾナ在住時は振付師のBrian Friedmanと近所同士だった。
2013年、長年の恋人だったテイラー・ハベルとの間に第1子の男児を儲け、2014年に婚約、2015年5月にカリフォルニア州のトパンガで挙式を行った。
2016年、第2子の男児を出産。